# Лінія діючих очисних вибоїв

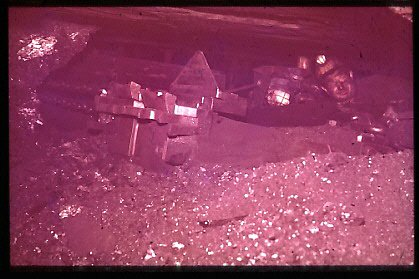
Діючий вибій (лава) зі стругом.

Лі́нія ді́ючих ви́боїв (рос. линия действующих забоев, англ. line of active faces, нім. aktive Abbaulinie f) — у технології видобування корисних копалин — сукупність очисних вибоїв, окрім запасних і резервних, в яких щодоби ведуться роботи по вийманню корисної копалини для забезпечення планового видобутку гірничого підприємства (шахти).